# Atletism la Jocurile Olimpice de vară din 2020 - 100 m (masculin)
Proba de 100 de metri masculin de la Jocurile Olimpice de vară din 2020 a avut loc în perioada 31 iulie-1 august 2021 pe Stadionul Național al Japoniei. 78 de sportivi au participat.

## Recorduri
Înaintea acestei competiții, recordurile mondiale și olimpice erau următoarele:
| Record  | Atlet            | Timp | Loc                    | Data           |
| ------- | ---------------- | ---- | ---------------------- | -------------- |
| Mondial | Usain Bolt (JAM) | 9,58 | Berlin, Germania       | 16 august 2009 |
| Olimpic | Usain Bolt (JAM) | 9,63 | Londra, Marea Britanie | 5 august 2012  |

## Program
Orele sunt ora Japoniei (UTC+9) 
| Data                    | Oră         | Etapă                     |
| ----------------------- | ----------- | ------------------------- |
| Sâmbătă, 31 iulie 2021  | 09:00 19:00 | Etapa preliminară Etapa 1 |
| Duminică, 1 august 2021 | 19:00 21:50 | Semifinale Finala         |

## Rezultate

### Calificări
S-au calificat în semifinale primii trei atleți din fiecare serie (C) și următorul atlet cu cel mai bun timp (c). 

#### Seria 1
| Loc | Culoar | Atlet                 | Țară            | Timp  | Note |
| --- | ------ | --------------------- | --------------- | ----- | ---- |
| 1   | 7      | Ngoni Makusha         | Zimbabwe        | 10,32 | C    |
| 2   | 8      | Fabrice Dabla         | Togo            | 10,57 | C    |
| 3   | 6      | Yeykell Romero        | Nicaragua       | 10,62 | C    |
| 4   | 1      | Hassan Saaid          | Maldive         | 10,70 | SB   |
| 5   | 3      | Shaun Gill            | Belize          | 10,88 |      |
| 6   | 9      | Pen Sokong            | Cambodgia       | 11,02 | SB   |
| 7   | 4      | Sha Mahmood Noor Zahi | Afganistan      | 11,04 | PB   |
| 8   | 5      | Lataisi Mwea          | Kiribati        | 11,25 |      |
| 9   | 2      | Nathan Crumpton       | Samoa Americană | 11,27 | PB   |

#### Seria 2
| Loc | Culoar | Atlet             | Țară                       | Timp  | Note  |
| --- | ------ | ----------------- | -------------------------- | ----- | ----- |
| 1   | 6      | Enoch Adegoke     | Nigeria                    | 9,98  | C, PB |
| 2   | 3      | Femi Ogunode      | Qatar                      | 10,02 | C     |
| 3   | 8      | Zharnel Hughes    | Marea Britanie             | 10,04 | C, SB |
| 4   | 7      | Trayvon Bromell   | Statele Unite ale Americii | 10,05 | c     |
| 5   | 9      | Felipe Bardi      | Brazilia                   | 10,26 |       |
| 6   | 4      | Silvan Wicki      | Elveția                    | 10,28 |       |
| 7   | 5      | Samson Colebrooke | Bahamas                    | 10,33 |       |
| 8   | 1      | Dorian Keletela   | EOR                        | 10,41 |       |
| 9   | 2      | Emanuel Archibald | Guyana                     | 10,41 |       |

#### Seria 3
| Loc | Culoar | Atlet             | Țară                      | Timp  | Note  |
| --- | ------ | ----------------- | ------------------------- | ----- | ----- |
| 1   | 4      | Marcell Jacobs    | Italia                    | 9,94  | C, RN |
| 2   | 9      | Oblique Seville   | Jamaica                   | 10,04 | C, PB |
| 3   | 1      | Shaun Maswanganyi | Africa de Sud             | 10,12 | C     |
| 4   | 7      | Ryota Yamagata    | Japonia                   | 10,15 |       |
| 5   | 2      | Xie Zhenye        | China                     | 10,16 |       |
| 6   | 5      | Yupun Abeykoon    | Sri Lanka                 | 10,32 |       |
| 7   | 8      | Carlos Nascimento | Portugalia                | 10,37 |       |
| 8   | 6      | Gavin Smellie     | Canada                    | 10,44 |       |
| 9   | 3      | Oliver Mwimba     | Republica Democrată Congo | 10,97 |       |

#### Seria 4
| Loc | Culoar | Atlet               | Țară                       | Timp  | Note |
| --- | ------ | ------------------- | -------------------------- | ----- | ---- |
| 1   | 2      | Gift Leotlela       | Africa de Sud              | 10,04 | C    |
| 2   | 4      | Su Bingtian         | China                      | 10,05 | C    |
| 3   | 8      | Jason Rogers        | Sfântul Cristofor și Nevis | 10,21 | C    |
| 4   | 7      | Yuki Koike          | Japonia                    | 10,22 |      |
| 5   | 5      | Lalu Muhammad Zohri | Indonezia                  | 10,26 | SB   |
| 6   | 3      | Ebrima Camara       | Gambia                     | 10,33 |      |
| 7   | 6      | Kemar Hyman         | Insulele Cayman            | 10,41 |      |
| 8   | 9      | Banuve Tabakaucoro  | Fiji                       | 10,70 |      |
| —   | 1      | Mark Odhiambo       | Kenya                      | DS    |      |

#### Seria 5
| Loc | Culoar | Atlet             | Țară                       | Timp  | Note    |
| --- | ------ | ----------------- | -------------------------- | ----- | ------- |
| 1   | 9      | Andre De Grasse   | Canada                     | 9,91  | C, SB   |
| 2   | 3      | Fred Kerley       | Statele Unite ale Americii | 9,97  | C       |
| 3   | 6      | Ferdinand Omurwa  | Kenya                      | 10,01 | C, =RN  |
| 4   | 1      | Filippo Tortu     | Italia                     | 10,10 | c, SB   |
| 5   | 8      | Reece Prescod     | Marea Britanie             | 10,12 | c, SB   |
| 6   | 5      | Jak Ali Harvey    | Turcia                     | 10,25 |         |
| 7   | 4      | Barakat Al-Harthi | Oman                       | 10,31 |         |
| 8   | 7      | Mohamed Alhammadi | Emiratele Arabe Unite      | 10,64 |         |
| —   | 2      | Divine Oduduru    | Nigeria                    | DS    | TR 16.8 |

#### Seria 6
| Loc | Culoar | Atlet                   | Țară               | Timp  | Note    |
| --- | ------ | ----------------------- | ------------------ | ----- | ------- |
| 1   | 4      | Akani Simbine           | Africa de Sud      | 10,08 | C       |
| 2   | 3      | Arthur Cissé            | Coasta de Fildeș   | 10,15 | C       |
| 3   | 6      | Paulo André de Oliveira | Brazilia           | 10,17 | C       |
| 4   | 1      | Hassan Taftian          | Iran               | 10,19 |         |
| 5   | 9      | Emmanuel Matadi         | Liberia            | 10,25 |         |
| 6   | 5      | Cejhae Greene           | Antigua și Barbuda | 10,25 |         |
| 7   | 8      | Ngoni Makusha           | Zimbabwe           | 10,43 |         |
| 8   | 7      | Bismark Boateng         | Canada             | 10,47 |         |
| —   | 2      | Fabrice Dabla           | Togo               | DS    | TR 16.8 |

#### Seria 7
| Loc | Culoar | Atlet                  | Țară           | Timp  | Note  |
| --- | ------ | ---------------------- | -------------- | ----- | ----- |
| 1   | 1      | Rohan Browning         | Australia      | 10,01 | C, PB |
| 2   | 5      | Yohan Blake            | Jamaica        | 10,06 | C     |
| 3   | 3      | Chijindu Ujah          | Marea Britanie | 10,08 | C     |
| 4   | 6      | Benjamin Azamati-Kwaku | Ghana          | 10,13 |       |
| 5   | 2      | Kojo Musah             | Danemarca      | 10,20 |       |
| 6   | 7      | Rodrigo do Nascimento  | Brazilia       | 10,24 |       |
| 7   | 4      | Ján Volko              | Slovacia       | 10,40 |       |
| 8   | 9      | Yeykell Romero         | Nicaragua      | 10,70 |       |
| 9   | 8      | Mario Burke            | Barbados       | 15,81 |       |

### Semifinale
Se califică în finală primii doi atleți din fiecare semifinală (C) și următorii atleți cu cei mai buni 2 timpi (c). 

#### Semifinala 1
| Loc | Culoar | Atlet               | Țară                       | Timp  | Note    |
| --- | ------ | ------------------- | -------------------------- | ----- | ------- |
| 1   | 7      | Fred Kerley         | Statele Unite ale Americii | 9,96  | C       |
| 2   | 6      | Andre De Grasse     | Canada                     | 9,98  | C       |
| 3   | 9      | Ferdinand Omurwa    | Kenya                      | 10,00 | RN      |
| 4   | 4      | Gift Leotlela       | Africa de Sud              | 10,03 |         |
| 5   | 8      | Jimmy Vicaut        | Franța                     | 10,11 |         |
| 6   | 5      | Yohan Blake         | Jamaica                    | 10,14 |         |
| 7   | 2      | Usheoritse Itsekiri | Nigeria                    | 10,29 |         |
| —   | 3      | Reece Prescod       | Marea Britanie             | DS    | TR 16.8 |

#### Semifinala 2
| Loc | Culoar | Atlet             | Țară                       | Timp           | Note  |
| --- | ------ | ----------------- | -------------------------- | -------------- | ----- |
| 1   | 8      | Zharnel Hughes    | Marea Britanie             | 9,98           | C, SB |
| 2   | 7      | Enoch Adegoke     | Nigeria                    | 10,00 (9,995)  | C     |
| 3   | 3      | Trayvon Bromell   | Statele Unite ale Americii | 10,00 (9,996)  |       |
| 4   | 4      | Oblique Seville   | Jamaica                    | 10,09 (10,081) |       |
| 5   | 6      | Rohan Browning    | Australia                  | 10,09 (10,083) |       |
| 6   | 9      | Shaun Maswanganyi | Africa de Sud              | 10,10          |       |
| 7   | 2      | Filippo Tortu     | Italia                     | 10,16          |       |
| 8   | 5      | Femi Ogunode      | Qatar                      | 10,17          |       |

#### Semifinala 3
| Loc | Culoar | Atlet                   | Țară                       | Timp         | Note  |
| --- | ------ | ----------------------- | -------------------------- | ------------ | ----- |
| 1   | 4      | Su Bingtian             | China                      | 9,83 (9,827) | C, RC |
| 2   | 6      | Ronnie Baker            | Statele Unite ale Americii | 9,83 (9,829) | C, PB |
| 3   | 5      | Marcell Jacobs          | Italia                     | 9,84         | c, RC |
| 4   | 7      | Akani Simbine           | Africa de Sud              | 9,90         | c     |
| 5   | 8      | Chijindu Ujah           | Marea Britanie             | 10,11        |       |
| 6   | 2      | Jason Rogers            | Sfântul Cristofor și Nevis | 10,12        |       |
| 7   | 9      | Arthur Cissé            | Coasta de Fildeș           | 10,18        |       |
| 8   | 3      | Paulo André de Oliveira | Brazilia                   | 10,31        |       |

### Finala
| Loc | Culoar | Atlet           | Țară                       | Timp           | Note    |
| --- | ------ | --------------- | -------------------------- | -------------- | ------- |
| 1   | 3      | Marcell Jacobs  | Italia                     | 9,80           | RC      |
| 2   | 5      | Fred Kerley     | Statele Unite ale Americii | 9,84           | PB      |
| 3   | 9      | Andre De Grasse | Canada                     | 9,89           | PB      |
| 4   | 2      | Akani Simbine   | Africa de Sud              | 9,93           |         |
| 5   | 7      | Ronnie Baker    | Statele Unite ale Americii | 9,95           |         |
| 6   | 6      | Su Bingtian     | China                      | 9,98           |         |
| —   | 8      | Enoch Adegoke   | Nigeria                    | NT             |         |
| —   | 4      | Zharnel Hughes  | Marea Britanie             | DS             | TR 16.8 |
|     |        |                 |                            | Vânt: +0,1 m/s |         |